# Torre Bancroft
La torre Bancroft es una pequeña edificación de piedra con aspecto de castillo ubicada en Salisbury Park, Massachusetts, Estados Unidos.

## Historia
Es una gran torre de 56 pies de altura, construida de piedra natural y granito, con aspecto de un castillo feudal en miniatura. Se encuentra ubicada en Salisbury Park, en la ciudad de Worcester, Massachusetts. Fue construida en 1900, en memoria de George Bancroft. La torre fue diseñada por Earle y Fischer. El costo de construcción fue de aproximadamente 15 000 dólares.
Esta torre fue construida por Stephen Salisbury III en honor a George Bancroft. Cuando Salisbury murió, la torre fue donada al museo de Arte de Worcester, que a su vez lo donó al Departamento de Parques de Worcester en 1912. La torre de Bancroft fue incluida al Registro Nacional de Lugares Históricos el 5 de marzo de 1980.